# 봉와직염
봉와직염(蜂窩織炎, cellulitis)은 피부의 피하밑층에 심각한 염증을 지닌 결합 조직의 미만염증이다.이다. 봉소염(蜂巢炎), 연조직염, 봉과직염으로도 불린다. 봉와직염은 상재균이나 외인성 박테리아로 인해 발증할 수 있으며 이전에 피부가 손상된 적이 있는 부위에 자주 나타난다. 이를테면 물집, 화상, 벌레 물림, 외과 상처, 정맥 주사 등을 들 수 있다.

## 치료
봉와직염을 치료할 때에는 영향을 받은 부위를 쉬게 하고 죽은 조직을 떼어내며 항생제를 투여한다.

## 동물
말에게서도 봉와직염이 나타날 수 있는데, 일반적으로 매우 작고 표면 상의 상처나 깊은 조직(뼈, 관절 등) 감염 부위에 나타난다.